# Romuald Wadagni
Romuald Wadagni, né le 20 juin 1976 à Lokossa (Bénin), est ministre de l'Économie et des Finances du Bénin. Il remplace à ce poste Komi Koutché. Après 17 ans passés au sein des branches françaises (Paris et Lyon), américaines (Boston et New York) et africaines (Kinshasa et Lubumbashi) du cabinet de conseil Deloitte, il est nommé le 7 avril 2016, ministre de l'Économie et des Finances dans le premier gouvernement Talon, poste auquel il est reconduit en 2021, avec le rang de ministre d’État.

## Biographie

### Jeunesse
Romuald Wadagni est né au Bénin en 1976. Son père, Nestor Wadagni, statisticien et économiste diplômé de l’ENSAE, fait carrière dans la haute fonction publique béninoise avant de rédiger une thèse en mathématiques fondamentales après son départ à la retraite. 
Très tôt, il s'intéresse aux activités manuelles et se forme à la maçonnerie et à la mécanique. Aîné de cinq enfants, il développe son sens des responsabilités en dirigeant des travaux familiaux.

### Scolarité et études
Romuald Wadagni obtient son baccalauréat, voie scientifique au Bénin et poursuit ses études en France. De 1995 à 1999, il suit un cursus au sein de l’École supérieure des affaires de Grenoble (ESA) où il obtient un Master en Finances en terminant major de sa promotion. Au cours de ses études à Grenoble, il rencontre un associé du cabinet Deloitte qui le recrute dans le cabinet de conseil en 1998,.

## Carrière professionnelle
À l’issue de ses études, Romuald Wadagni rejoint le bureau Deloitte à Lyon où il reste quatre ans et devient superviseur.
En 2003, il obtient l’U.S. Certified Public Accountant (en), le diplôme d’expert-comptable américain, et quitte la France pour rejoindre les États-Unis. À Boston, il intègre le bureau de Deloitte au poste d’Audit Manager. Il y reste trois ans, jusqu'en 2006. Il y travaille pour de grandes entreprises comme Orange, et participe à des opérations de fusion-acquisition. En 2007, il suit une formation à la Harvard Business School et obtient un diplôme en capital investissement et capital risque (Private Equity and Venture Capital),,,.
Il est promu associé du cabinet en 2012, à l'âge de 36 ans, grâce à son expertise, son réseau, son profil multiculturel et sa connaissance des systèmes américains et français, devenant ainsi le plus jeune associé de l'histoire du groupe,,. Il participe à la structuration des activités de Deloitte dans la zone qui regroupait en 2012, la Côte d’Ivoire, le Sénégal, le Bénin, le Gabon, le Congo, la Guinée équatoriale, la République démocratique du Congo, le Maroc, l’Algérie et la Tunisie.
En RDC, il ouvre en 2012 les bureaux de Deloitte à Kinshasa et à Lubumbashi. En tant que directeur de l'expertise (Professional Practice Director) sur le continent africain, Romuald Wadagni s’assure que les standards internationaux sont appliqués par l'ensemble du réseau Deloitte en Afrique francophone. En novembre 2015, il est nommé responsable Audit Afrique francophone,,,,,.
En 2015, il s’inscrit de nouveau à Harvard et obtient un MBA.
Il cumule en 2016, 17 ans d’expertise au sein de firmes française (Paris et Lyon), américaine (Boston et New York) et africaine (Lubumbashi) de Deloitte. Il est reconnu pour son expertise des normes comptables internationales, des missions de conversion IFRS/US GAAP, des transactions de type Offerings (IPO, levée de fonds, etc) ainsi que de la restructuration d’entreprises publiques et privées,.

## Parcours politique

### Ministre du premier gouvernement Talon (2016-2021)
Le 7 avril 2016, Romuald Wadagni est nommé ministre de l'Économie et des Finances dans le premier gouvernement Talon.

#### Assainissement des finances
Devant un pays fragilisé par la dette, il fait de l’assainissement des finances publiques sa priorité, afin de rendre le Bénin crédible auprès des bailleurs internationaux publics et privés. Il promeut une politique de gestion proactive de la dette et réalise des sorties réussies sur le marché financier international. La crédibilité acquise en honorant ses engagements permet au pays de pouvoir emprunter à très long terme et à des taux inférieurs aux autres pays de la région, comme la Côte d’Ivoire ou le Sénégal,,.
Pendant la pandémie de la Covid-19, l’économie béninoise fait preuve de résilience. Le Bénin figure dans les trois pays avec le plus haut taux de croissance en Afrique subsaharienne en 2020 (environ 3,8 %), avec un rebond de 7,2 % en 2021 et une moyenne estimée à 6,4 % sur la période 2022-2026. Les bonnes performances du Bénin au cours de cette période poussent l’agence de notation Moody's à améliorer en mars 2021 la note du pays. Elle passe ainsi de B2 avec des perspectives positives à B1 avec des perspectives stables. En avril 2022, l’agence Fitch Ratings maintient la note B+, avec perspective stable.

#### Levées de fonds
En octobre 2018, il réalise pour le Bénin un emprunt de 260 millions d'euros sur les marchés internationaux. Il s'agit d'une première pour le pays.
Le 12 janvier 2021, le Bénin émet deux eurobonds. Un premier, sur 11 ans, à un taux de 4,9 %, pour un montant de 700 millions d’euros. Un deuxième, sur 31 ans, avec un taux de 6,9 %, pour un montant de 300 millions d’euros. Grâce à cette opération, le Bénin rejoint le nombre restreint d’émetteurs émergents à disposer d’un eurobond en euros de maturité supérieure à 30 ans.
En juillet 2021, le Bénin réalise une opération majeure en devenant le premier pays africain à réaliser un eurobond dédié au financement de projets à fort impact sur l’atteinte des Objectifs de développement durable des Nations unies, pour un montant de 328 milliards de francs CFA (500 millions d’euros) et un taux de 4,9 %. Cette opération fait suite à plusieurs mois de travail de Romuald Wadagni et son équipe, et de voyages à la rencontre des investisseurs en Asie, en Europe et en Amérique.
Le 29 novembre 2021, le pays rembourse de façon anticipée une partie de sa dette, en finalisant sur la Bourse régionale des valeurs mobilières (BRVM) le remboursement par anticipation d’une tranche d’emprunt obligataire d’un montant de 218 milliards de francs CFA (332 millions d’euros), dont plus de 150 milliards d’emprunt obligataire par appel public à l’épargne. Avec cette opération, le Bénin réalise une économie sur les intérêts non courus de plus de 36 milliards de francs CFA (environ 55 millions d’euros), qui sont directement injectés dans divers projets à impact social. À la suite de cette opération, le magazine Jeune Afrique publie un article intitulé « Comment Romuald Wadagni a fait économiser 55 millions d’euros à Cotonou ».
Romuald Wadagni œuvre aussi à la promotion du secteur privé et de l’entrepreneuriat. En 2020, le Bénin devient le pays du monde où l’on crée le plus facilement et le plus rapidement une entreprise selon la Conférence des Nations unies sur le commerce et le développement (CNUCED).

### Ministre du second gouvernement Talon (depuis 2021)

#### Ministre de l'Économie et des Finances
En mai 2021, Patrice Talon le reconduit au poste de ministre de l'Économie et des Finances.
De 2018 à 2020, il préside le Conseil des ministres statutaires de l’UEMOA, où il conduit plusieurs réformes, dont celle du Franc CFA que la banque africaine de développement qualifie d'« historique »,.
En 2022, dans le cadre de la crise économique consécutive à la pandémie de la Covid-19 et la guerre russo-ukrainienne, Romuald Wadagni prend des mesures afin de préserver le pouvoir d’achat des Béninois. Les autorités annoncent alors investir plus de 41 milliards de franc CFA (63 millions d’euros) dans la réduction des prix de produits de grande consommation.
En avril 2022, il dirige la délégation béninoise à Washington lors de la réalisation d’un accord inédit de 700 millions de dollars entre le Bénin et le FMI, qui concerne à la fois la Facilité élargie de crédit et le Mécanisme élargi de crédit. Lors de la conclusion de cet accord, le FMI souligne que le Bénin a nettement progressé en termes de gestion macroéconomique,,.

#### Extension des responsabilités à la coopération internationale et aux affaires militaires
Début 2023, Patrice Talon élargit le périmètre des responsabilités de Romuald Wadagni à la coopération internationale et aux questions de défense, concernant notamment la sécurisation du nord du pays et l’acquisition de materiel militaire.
En octobre 2023, à la suite des différentes réformes, le Bénin est classé à la huitième place mondiale, et la première en Afrique, dans l’indice mondial de transparence des dépenses fiscales, publié par le Conseil sur les politiques économiques et l’Institut allemand pour le développement et la durabilité.
En décembre 2023, le FMI valide pour le pays un accord de deux ans au titre de la Facilité pour la Résilience et la Durabilité (FRD) pour un montant équivalent à 200 millions de dollars. Le FMI indique alors : « la performance du programme reste solide, avec tous les objectifs quantitatifs à fin juin 2023 atteints et les repères structurels mis en œuvre ».
En février 2024, dans un contexte de taux d'intérêts élevés, une délégation béninoise dirigée par Romuald Wadagni se réunit avec des investisseurs à Londres et New York pour discuter d'une première émission d'obligation du Bénin en dollars américains. Mi-février 2024, le Bénin devient le deuxième pays africain à retourner sur le marché international de la dette après la Côte d’Ivoire. Le pays séduit les investisseurs internationaux et lève 750 millions de dollars en émettant sa première obligation en dollars américains. Celle-ci a une durée de 14 ans et un coupon de 7,96 %. Avec un swap de taux, le coupon en euro s'élève à 6,5%. Le Figaro parle d'une première émission en dollars réussie « reflet de sa crédibilité financière et de sa dynamique de croissance ». Le journal cite Wadagni : « Le FMI nous a octroyé un financement équivalent à 400 % de notre quota alors que la moyenne est de 125 % et on a aussi eu accès au fond de résilience qui accorde des prêts sur le long terme ». Dans Bloomberg, le chef économiste de Gemcorp Capital management souligne le fait que le Bénin a réussi à émettre son obligation à un rendement égal, voire inférieur aux obligations ivoiriennes.
En avril 2024, Standard & Poor's rehausse la notation de crédit du Bénin de « B+ » à « BB- », en maintenant une perspective stable. En octobre, elle obtient une perspective « positive » Cette amélioration est attribuée à la performance économique et budgétaire robuste du pays,. Il s'agit d'une des meilleures évaluations attribuées à un pays d'Afrique subsaharienne, après le Botswana, les Iles Maurice et la Côte d’Ivoire. De son côté, Fitch Ratings, confirme la note de crédit du Bénin à « B+ », avec une perspective stable. L’agence reconnaît la robustesse des réformes économiques et la gestion proactive de la dette. Moody's prévoit une croissance économique soutenue, anticipant une consolidation budgétaire favorable et une réduction du déficit budgétaire à 2,9% du PIB en 2025,.
En mai 2024, l'Enquête sur le Budget Ouvert (EBO) de 2023 classe le Bénin au premier rang des pays francophones en matière de transparence budgétaire, avec un score de 79 sur 100. Un score qui a doublé entre 2017 et 2023, sous le ministère de Wadagni. Le Bénin obtient ainsi la deuxième place au classement continental, dépassé uniquement par l'Afrique du Sud.
En novembre 2024, lors de la COP 29 à Bakou, il présente un plan de financement contre le réchauffement climatique qualifié d'« innovant », avec le soutien d’institutions financières internationales. Ce plan comprend la création d'une unité de financement du climat et l'utilisation de mécanismes tels que le crédit carbone et les obligations vertes,.
En janvier 2025, le Bénin émet pour $500 millions d'obligations internationales. Grace à la forte demande ($3,5 Milliards) il lève à un taux de 8.625%, inférieur à la fourchette initiale de 9.25%~9.375%. Parallelement, il obtient un prêt de 500 millions de la part de la Deutsche Bank qui lui permet de racheter des Eurobond 2032 et ainsi d'améliorer les conditions de sa dette publique.
Début 2025, alors que beaucoup d'acteurs espéraient qu'il dépose sa candidature pour briguer la présidence de la Banque Africaine de Développement, il ne fait pas partie des candidats enregistrés au moment de la clôture des inscriptions.

## Honneurs et récompenses
- En 2021, le journal financier Financial Afrik nomme Romuald Wadagni « meilleur ministre africain de l’Économie et des Finances »[48].

- En 2024, le journal financier Financial Afrik le désigne pour la 4eme fois « ministre des finances de l'année » dans le classement « Les 100 qui transforment l'afrique »[49].

## Vie privée
Romuald Wadagni est père de deux enfants. Il dispose d'un pied à terre à Paris.